# 日本毛織
日本毛織株式会社（にっぽんけおり）は、大阪府大阪市中央区に本社（登記上の本店は神戸市中央区）を置く毛織物メーカーである。1896年（明治29年）創業。「ニッケ」の略称・ブランド名で知られる。

## 概要
創業者の川西清兵衛により1896年（明治29年）に神戸で創業される。創業当初からラシャやモスリンの製造にかけて、国内随一の生産量を誇ったことでも知られており、現在でも毛織物では国内トップクラスの実績を持つ。また1980年代以降からは、不動産事業が主力となっている。
特に各官公庁や各種学校（幼稚園から高等学校まで）、鉄道会社などの制服・制服生地や、高級ホテル用白毛布などで有数の実績を持つ。
戦前は日本海軍屈指の名戦闘機と称された紫電改を生んだことで知られる川西航空機を中心とした川西財閥の中核企業でもあった。
2008年（平成20年）7月、毛織物メーカーから事業複合体への変革を進めるのに伴い「ニッケ」を通称社名とし、契約書類や許認可届を出す際には従来の正式社名を使用する。株式銘柄略称も「日毛」から「ニッケ」となった。

## 歴史

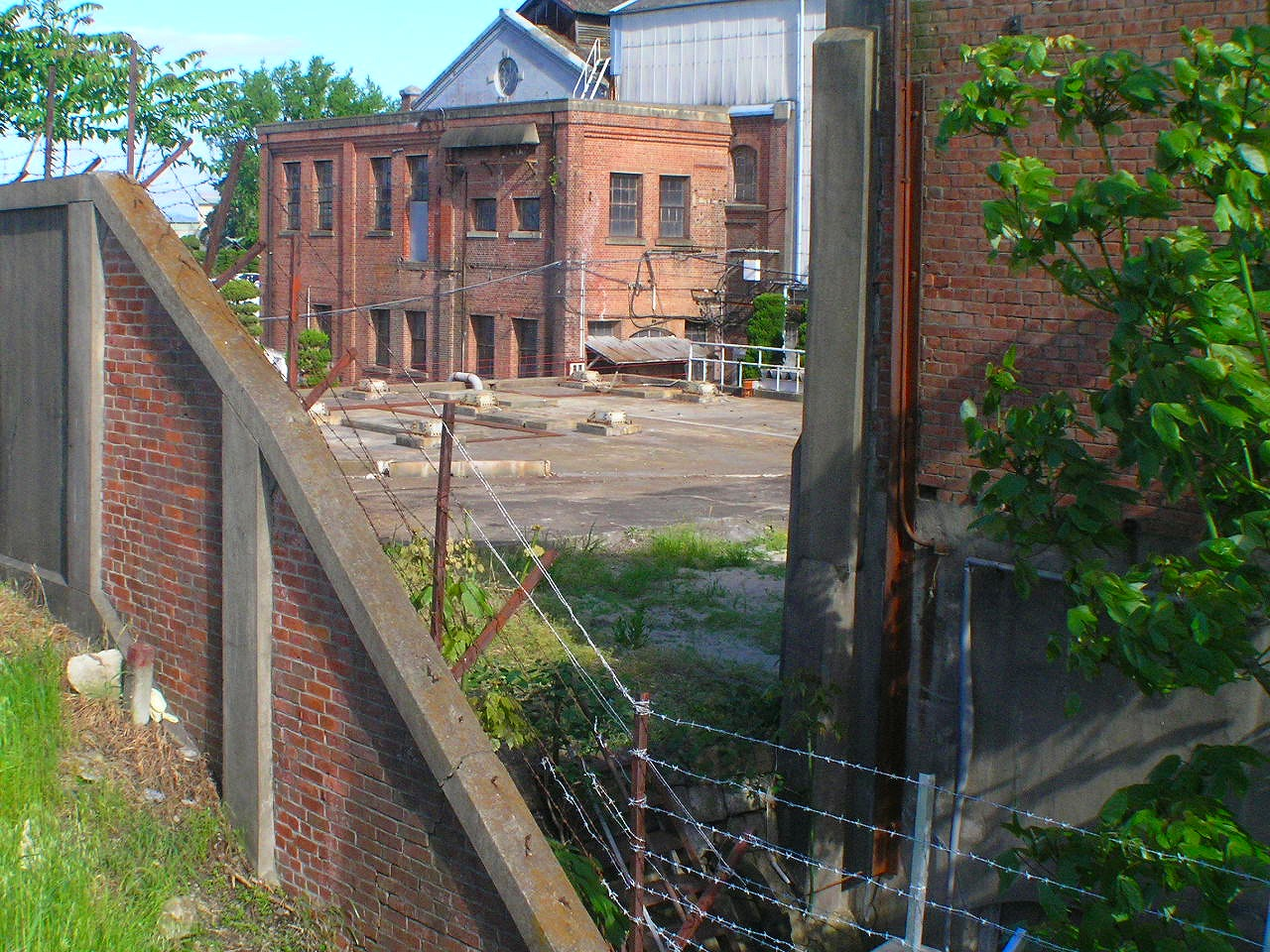
日本毛織・加古川工場跡地

- 1896年（明治29年） - 日本毛織株式会社を設立。
- 1899年（明治32年） - 加古川工場操業開始。
- 1918年（大正7年） - 日本毛糸紡績株式会社（旧姫路工場）を吸収合併。
- 1919年（大正8年） - 印南工場竣工。
- 1937年（昭和12年） - 神戸市神戸区明石町47に本社ビル（現本店）建設。
- 1941年（昭和16年） - 共立モスリン株式会社（旧中山工場（市川市[1]）・旧館林工場）を吸収合併。
- 1942年（昭和17年） - 昭和毛糸紡績株式会社（旧弥富工場・一宮工場）を吸収合併。
- 1949年（昭和24年） - 東京証券取引所、大阪証券取引所に上場。
- 1958年（昭和33年） - 各務原市に鵜沼工場（現・岐阜工場）竣工。
- 1961年（昭和36年） - カーペット事業に参入。
- 1964年（昭和39年） - ウールマーク発足。日本における承認第1号となる。
- 1976年（昭和51年） - 加古川工場を印南工場に合併。
- 1984年（昭和59年） - 加古川工場跡地にニッケパークタウンをオープン。
- 1988年（昭和63年） - 中山工場跡地にニッケコルトンプラザをオープン。
- 1991年（平成3年） - 大阪市中央区に新ビルを建設、本社事務所を移転。
- 1995年（平成7年） - 中国山東省青島市において「青島日毛紡織有限公司」を設立。（1996年11月開業、2010年8月操業停止）
- 1998年（平成10年） - 中国山東省青島市において「青島日毛織物有限公司」を設立。
- 1999年（平成11年） - 尾西毛糸紡績株式会社を吸収合併。
- 2001年（平成13年） - アンビック株式会社と業務・資本提携「上海事務所」。
- 2002年（平成14年） - ケンウッド系の株式会社ケンウッド ティー・エム・アイ（後のテクシオ。ニッケテクノシステムに事業譲渡し2009年11月期に清算結了。ニッケテクノシステムは2012年にニッケ機械製作所へ事業譲渡し解散）を買収。アンビック株式会社を完全子会社化。中国江蘇省に「江陰豊源炭化有限公司」設立。中国毛紡績会社買収（江陰日毛紡績有限公司）。
- 2003年（平成15年） - 株式会社ジー・シー・シーを子会社化。
- 2004年（平成16年） - 関西メディア通信株式会社を買収。日毛（上海）貿易有限公司を設立。蝶理からペットフード販売会社「株式会社チョイス」を買収。（2006年10月「ニッケペットケア」に社名変更、2012年11月アース・バイオケミカルに売却）
- 2006年（平成18年） - 創立110周年。CIを導入。株式会社ゴーセンを子会社化。
- 2008年（平成20年） - 通称社名を「ニッケ」とする。
- 2012年（平成24年） - 南海毛糸紡績株式会社を子会社化。
- 2013年（平成25年） - 芦森工業株式会社の株式を東洋紡などから譲渡を受け、18.8%取得、筆頭株主になる。カーペット事業から撤退。ニッケ・タイランド社を設立。売糸事業等を南海毛糸紡績株式会社に事業譲渡し、同社は南海ニッケヤーン株式会社（現・株式会社ニッケテキスタイル）に商号変更。
- 2016年（平成28年）－公益社団法人企業メセナ協議会における2016年メセナアワードにおいて「工房からの風」が「メセナ大賞」を受賞。
- 2020年（令和2年） - 株式会社フジコーと資本業務提携を締結。株式32.95%を取得してフジコーを持分法適用会社化[2]。
- 2021年（令和3年） - 芦森工業株式の一部を豊田合成へ譲渡したと同時に、芦森工業はニッケの関連会社ではなくなる[3]。株式会社フジコーを簡易株式交換により完全子会社化[4]。
- 2022年（令和4年） - デジタルグッズ販売を行うサンコー株式会社の株式80%を取得しグループ会社化[5]。
- 2023年（令和5年） - 家具・インテリア製品の製造・企画・販売を行う株式会社インテリアオフィスワンの株式80%を取得しグループ会社化[6]。
- 2024年（令和6年） - 株式会社フジコーを吸収合併[7]。

## 制服事業
同社の創業が明治期から始まることもあって、学生服の分野ではかつての詰襟式の学生服や女子向けのセーラー服に強い（ブレザー式も製造しているが、紺の上下のモノが殆どである。現代の中・高校に多い華美かつスカート丈の短いタイプは少ない）。ちなみに加古川市にある印南工場は制服工場として有名であり、兵庫県内にある殆どの公立中学・高校で採用されているという例がある（そのほか他府県の地方都市の公立中学・高校など）。また国鉄、JR、民鉄などでも制服としての採用例が非常に多い。また、印南工場の外観は建設当時の姿をとどめたレンガ造りで、工場建設当時から95年以上に渡って現役で生産現場を支えている。近年では印南工場の外観を、映画やテレビドラマのロケ地として使用されることがある。
過去にフジテレビ系列で放映されていた『スケバン刑事』に代表される東映制作のドラマシリーズなどによく出てきた、黒地に赤いスカーフのセーラー服は同社がドラマ向けに製造した特注品であり、この形式を採用している学校は存在しない。

## 主な関連会社
- ゴーセン

## ウールマン
日本毛織株式会社の衣料繊維事業本部のマスコットキャラクターであり、イラストレーターthe rocket gold starの山崎秀昭によるキャラクター。
- 工場見学用のパンフレットや展示会で配布されたクリアファイルに用いられている。
- 羊の毛から生まれはるか昔から人と地球を守っている。

ウールマンのプロフィール
- 出生地:地球（オーストラリア）
- 属名:羊毛
- 科名:動物学的にはほ乳類偶蹄目ウシ科
- 家族構成:両親と7人の兄弟の長男
- 性格:普段はおっとりした慎重派ここ一番には超人的な力を発揮する
- 趣味:アウトドア
- 好きなもの:広大な自然と新鮮な牧草